# Японски хмел
Японски хмел (на латински: Humulus japonicus) е вид тревисто едногодишно растение от род Хмел, семейство Конопови.

## Разпространение
Растението произхожда от Япония, Тайван и Китай, среща се и в Русия – в Далечния изток и на остров Сахалин.

## Ботаническо описание
Японският хмел е едногодишно тревисто растение, което, засадено свободно, се увива на височина 2 – 4 м. Листата, които отгоре са яснозелени и леко влакнести, са пет до седемделни.
Японският хмел няма лупулинови жлези, не образува шишарковидни съцветия, и поради тази причина се отглежда само като декоративно растение.

## Галерия
| Общ вид | Семена |